# Petalocephala fusiformis
Petalocephala fusiformis är en insektsart som beskrevs av Walker 1851. Petalocephala fusiformis ingår i släktet Petalocephala och familjen dvärgstritar. Inga underarter finns listade i Catalogue of Life.